# Индустријска зона Естерна (Варезе)
Индустријска зона Естерна је насеље у Италији у округу Варезе, региону Ломбардија.
Према процени из 2011. у насељу је живело 3 становника. Насеље се налази на надморској висини од 259 м.